# 7,7 cm Infanteriegeschütz L/27
Il cannone d'accompagnamento 7,7 cm Infanteriegeschütz L/27, abbreviato in 7,7 IG L/27, era un pezzo di artiglieria da 77 mm sviluppato dalla Krupp per l'Esercito imperiale tedesco ed entrato in servizio nel 1917.

## Storia
The 7,7 cm IG L/27 fu realizzato dalla Krupp con l'intenzione di rimpiazzare il 7,7 cm Infanteriegeschütz L/20, ma a causa delle vicende belliche solo pochi esemplari videro un limitato uso sul campo di battaglia.
Nella primavera del 1917 erano stati ordinati e consegnati cannoni per equipaggiare soltanto 18 batterie, quando i tedeschi abbandonarono il progetto continuando la ricerca di un cannone da fanteria ideale ordinando l'austro-ungarico Škoda 7,5 cm Vz. 1915.

## Tecnica
Il pezzo, come il precedente 7,7 cm IG L/20, era un'altra variante del cannone campale 7,7 cm FK 96 nA, del quale impiegava la canna, l'otturatore e l'affusto. L'affusto era modificato con l'adozione di ruote più piccole ed una carreggiata più stretta; lo scudo era accorciato nella parte inferiore e perdeva i sedili per i serventi. Per il trasporto il pezzo veniva trasportato solitamente in due carichi.